# Archers Schmalfuß-Beutelmaus

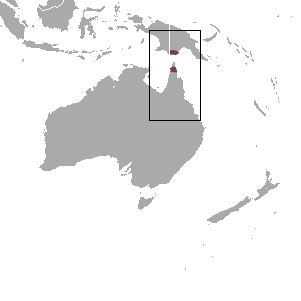
Verbreitungsgebiet von Sminthopsis archeri

Archers Schmalfuß-Beutelmaus (Sminthopsis archeri), wegen des kastanienfarbenen Rückenfells auch Kastanienbraune Schmalfuß-Beutelmaus genannt, ist eine Beutelsäugerart aus der Gattung der Schmalfuß-Beutelmäuse. Die Art wurde erst 1986 erstbeschrieben.
Archers Schmalfuß-Beutelmaus ist nach dem australischen Zoologen Michael A. Archer benannt.

## Merkmale
Die Männchen von Archers Schmalfuß-Beutelmaus haben eine Kopf-Rumpf-Länge von 9,8 bis 10,7 cm und einen 9,2 bis 10,5 cm langen Schwanz. Weibchen bleiben mit Kopf-Rumpf-Längen von 8,3 bis 8,5 cm und Schwanzlängen von 8,2 bis 9,7 cm etwas kleiner. Das Gewicht wurde bisher nur für weibliche Tiere ermittelt. Es liegt zwischen 12 und 16 g. Die Beutelmäuse haben ein bräunliches Fell, deutliche schwarze Ringe um die Augen, eine auffallend spitze Schnauze und einen relativ dünnen Schwanz.

## Lebensraum und Lebensweise
Diese Beutelmaus lebt im südlichen Flachland der Western Province von Papua-Neuguinea sowie auf der Kap-York-Halbinsel im Norden der australischen Bundesstaates Queensland. Ihr Lebensraum sind Savannen in Neuguinea und Wälder in Australien. Der größte Teil des Lebensraums der Art liegt in Neuguinea nur wenig über dem Meeresspiegel, in Australien reicht er von Meeresspiegelhöhe bis zu Bauxit-Laterit-Plateaus mit Höhen von etwa 1000 Metern. Die australischen Wälder werden von Corymbia nesophila und Erythrophleum chlorostachys als groß werdende Baumarten und Acacia rothii, Grevillea parallela, Planchonia careya und Parinari nonda in der Strauchschicht gebildet.
Nur wenig ist über die Lebensweise dieser Art bekannt. Die Paarungszeit liegt in der Trockenzeit zwischen Juli und Oktober. Sie dürfte sich von Insekten und anderen Kleintieren ernähren.

## Gefährdung
Auch über den Gefährdungsgrad ist wenig bekannt. Die IUCN listet diese Art unter „zu wenig Daten vorhanden“ (data deficient).